# دوقية ماسا وكرارا

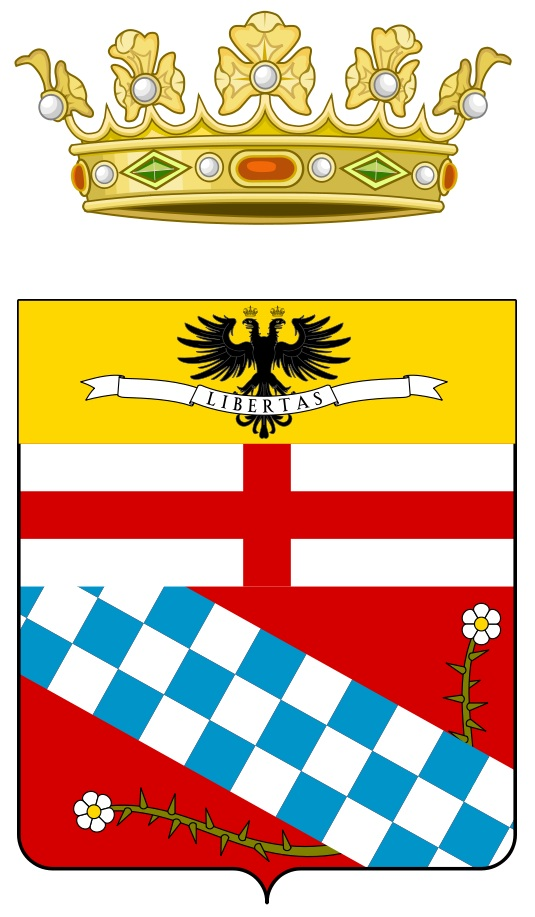
شعار الدولة

دوقية ماسا و كرارا (بالإيطالية: Ducato di Massa e Carrara). كانت دولة في إقليم توسكانا في إيطاليا، وتحكم بالتحديد مدينتي مقاطعة ماسا كرارا. عاصمة هذه المدينة كانت مدينة ماسا. تأسست في 22 فبراير 1473 وانتهت هذه الدول في 14 نوفمبر 1829.